# Décimo quarto Doutor
O Décimo quarto Doutor é uma encarnação do Doutor, o protagonista da série de ficção científica da BBC, Doctor Who. É interpretado pelo ator escocês David Tennant, que anteriormente interpretou o Décimo Doutor e foi visto pela última vez no programa nesse papel em 2013.
Dentro da narrativa do programa, o Doutor é um alienígena humanoide viajante do tempo de uma raça conhecida como Senhores do Tempo, com origens um tanto desconhecidas, que viaja no tempo e espaço em suas TARDIS, frequentemente com companheiros. Quando ele está gravemente ferido pode regenerar seu corpo, mas ao fazer isso, ganha uma nova aparência física e, com ela, uma nova personalidade.
Ncuti Gatwa havia sido anunciado anteriormente como o sucessor de Jodie Whittaker como o protagonista da série, e muitos relatos afirmavam que ele interpretaria o Décimo quarto Doutor e que a Décima terceira Doutora de Whittaker se regeneraria em uma encarnação retratada por Gatwa. Após a aparição final dela como a personagem, ela se regenerou em uma forma semelhante ao Décimo Doutor. Este personagem, também retratado por Tennant, foi confirmado como o Décimo quarto Doutor, com esclarecimento posterior de que Ncuti Gatwa realmente retrataria o Décimo quinto Doutor.
O Décimo quarto Doutor está programado para aparecer nos especiais de 60º anos em novembro de 2023, com produção executiva de Russell T Davies, que também retornou à série tendo anteriormente escalado Tennant como o Doutor em 2005. Catherine Tate também reprisou seu papel como sua companheira Donna Noble.

## Escalação

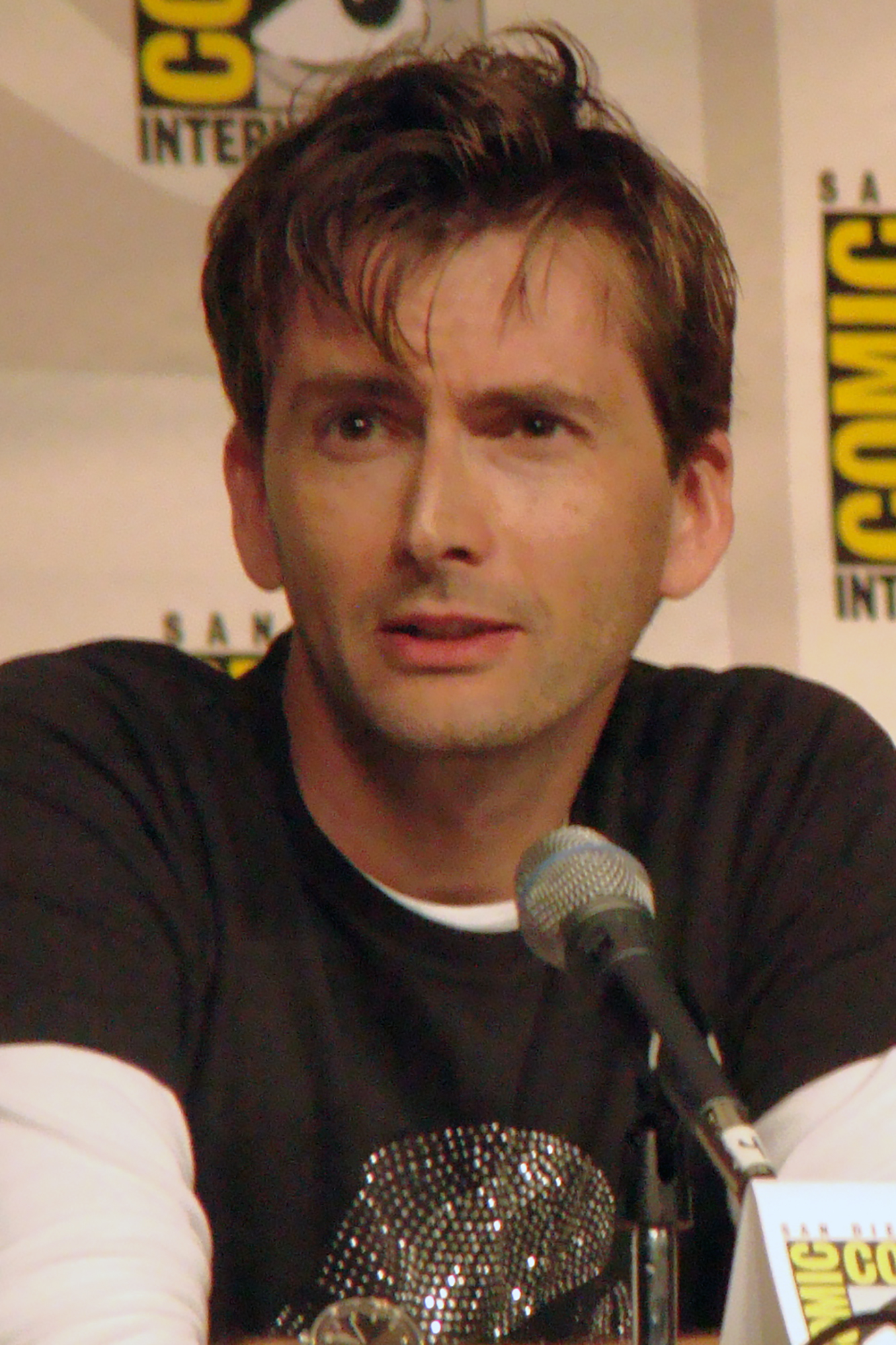
David Tennant desempenha o papel do Décimo quarto Doutor

O ator ruandês-escocês Ncuti Gatwa foi inicialmente anunciado para interpretar o Décimo Quarto Doutor em maio de 2022 e teria substituído a atriz inglesa Jodie Whittaker no papel após a série de episódios especiais ao longo de 2022. Durante o especial, "The Power of the Doctor", foi revelado após a regeneração de Whittaker que o Doutor havia se regenerado em uma encarnação novamente retratada por David Tennant. Tennant já havia estrelado o programa como o Décimo Doutor de 2005 a 2010, e é o primeiro ator a retratar duas encarnações diferentes do personagem em vários episódios.
O retorno de um ator anterior como uma nova encarnação do Doutor foi proposto anteriormente pelo criador de Doctor Who em 1986 após a demissão de Colin Baker; Sydney Newman imaginou especificamente Patrick Troughton, que interpretou o Segundo Doutor, retornando por uma temporada antes de se regenerar em uma encarnação feminina. O interprete do Quarto Doutor, Tom Baker também havia retornado no especial de 2013 "The Day of the Doctor" interpretando O Curador, aludido como uma possível encarnação do Doutor.
Gatwa foi confirmado para eventualmente estrelar o papel como o Décimo quinto Doutor, com o produtor executivo Russell T Davies afirmando: "O caminho para o 15º Doutor de Ncuti está carregado de mistério, horror, robôs, marionetes, perigo e diversão!". Catherine Tate também foi anunciada para reprisar seu papel como a companheira Donna Noble (que também trabalhou ao lado do Décimo Doutor).
Tennant e Tate reprisaram seus papéis em três episódios especiais para comemorar o 60º aniversário da série em novembro de 2023. Yasmin Finney também fez sua estreia como a companheira Rose.